# 通辽东站
通辽东站是位于中华人民共和国内蒙古自治区通辽市科尔沁区清河镇的一个铁路车站，建于1921年，有通让铁路和大郑铁路经过该站，现仅办理货运业务，不办理客运业务，车站及其上下行区间均已电气化。车站距离通辽站8公里，隶属中国铁路沈阳局集团，是四等站。